# Giovanni Battista Amici
Pour les articles homonymes, voir Amici.
Giovanni Battista Amici est un astronome et un microscopiste italien, né le 25 mars 1786 à Modène et mort le 10 avril 1863 à Florence.

## Biographie
Après ses études qu’il suit à l'université de Bologne, Giovanni Battista Amici devient professeur de mathématiques à Modène. En 1831, il devient inspecteur-général des études du duché.
Quelques années plus tard, il est choisi pour diriger l’observatoire d'Arcetri à Florence. Parallèlement à ces activités, il donne des conférences au Muséum d’histoire naturelle de la ville.
Son nom est associé aux améliorations qu’il apporte aux miroirs utilisés par les télescopes et ainsi que dans la construction des microscopes. Il est aussi l’auteur d’observations astronomiques diverses notamment sur les étoiles doubles, les satellites de Jupiter, la mesure des diamètres aux pôles et à l’équateur du Soleil, etc. Le cratère Amici est un cratère lunaire qui lui a été dédié.
Il fait aussi de nombreuses observations en biologie notamment sur la circulation de la sève chez les végétaux, leur fructification, les infusoires, etc.